# Carolina in My Mind
Carolina in My Mind è un brano musicale scritto e interpretato dal cantautore statunitense James Taylor, pubblicato nel 1969 come singolo estratto dal suo primo album James Taylor. E solo in questa canzone, due musicisti dei Beatles hanno suonato, Paul McCartney ha assistito al basso e George Harrison ha fatto i cori.

## Tracce
- 7" (1969)

1. Carolina in My Mind
2. Taking It

- 7" (reissue 1970)

1. Carolina in My Mind
2. Something's Wrong